# فرودگاه باردرا
فرودگاه باردرا (به انگلیسی: Bardera Airport) یک فرودگاه همگانی با کد یاتا BSY است که یک باند فرود ماسه دارد و طول باند آن ۱۳۰۰ متر است. این فرودگاه در کشور سومالی قرار دارد و در ارتفاع ۱۲۶۰ متری از سطح دریا واقع شده‌است.